# Konrad von Eberbach
Konrad von Eberbach (Latijn: Conradus Eberbacensis) (overleden in het klooster Eberbach, 18 september 1221) was een cisterciënzer abt en historicus.

## Biografie
Het is niet bekend wanneer Konrad geboren is en wanneer hij toetrad tot het kloosterleven. Wel is bekend dat hij in de jaren 70 van de 12e eeuw in de Abdij van Clairvaux leefde, wellicht zelfs zo vroeg als 1168. Konrad werd in mei 1221 tot abt van klooster Eberbach benoemd.
Konrad von Eberbach heeft tussen 1180 en 1215 (of tussen 1190-1210) de Exordium Magnum Cisterciense (ook: Exordium magnum Ordinis Cisterciensis) samengesteld. Zijn werk wordt als cruciaal gezien binnen het verhalen van de vroege geschiedenis van de cisterciënzers en is bovendien gebruikt als handleiding voor reformaties binnen de orde. Het werk is geschreven in een conflictperiode tussen de keizer en de paus.